# تپه چغا خزان
تپه چغا خزان مربوط به دوره نوسنگی - مس وسنگ - دوره اشکانیان - سده‌های میانه دوران‌های تاریخی پس از اسلام است و در شهرستان کرمانشاه، بخش کوزران، دهستان سنجابی، ۸۰۰ متری از ضلع شرقی روستای چغا خزان واقع شده و این اثر در تاریخ ۲۶ اسفند ۱۳۸۶ با شمارهٔ ثبت ۲۱۷۹۴ به‌عنوان یکی از آثار ملی ایران به ثبت رسیده است.